# John Croxall
John Patrick Croxall CBE (* 19. Januar 1946 in Birmingham, England) ist ein britischer Ornithologe. Er war über 30 Jahre Leiter der Vogel- und Säugetierabteilung des British Antarctic Survey und studierte die Ökologie von Seevögeln und Robben in der Antarktis.

## Leben
Croxall ist der Sohn von Harold Eli and Marjorie Croxall, geborene Jones. Seine Partnerin ist die britische Ornithologin Alison Jane Stattersfield. Nach seiner Schulzeit in Newcastle-upon-Tyne von 1952 bis 1957 und in Birmingham von 1957 bis 1964 studierte Croxall am Queen’s College der University of Oxford, wo er 1968 zum Bachelor of Arts in Zoologie graduierte. Von 1968 bis 1971 studierte er mit Hilfe eines Post-Graduierten-Stipendiums des Commonwealth an der University of Auckland in Neuseeland, wo er zum Ph.D. in Zoologie promoviert wurde. Von 1972 bis 1975 arbeitete Croxall als leitender Forschungsmitarbeiter in Zoologie und Direktor der Oiled Seabird Research Unit (Forschungseinheit für verölte Seevögel) an der zoologischen Abteilung der University of Newcastle-upon-Tyne. 
Von 1976 bis 2006 leitete er die Vogel- und Säugetierabteilung des British Antarctic Survey. In 30 Jahren entwickelte sich Croxalls Abteilung zu einer der weltweit führenden Gruppen, die die Wechselwirkungen von Seevögeln und Robben auf deren Beute und Umwelt sowie die Auswirkungen menschlichen Handelns auf das ökologische Gleichgewicht in der Antarktis erforscht. In zahlreichen Studien wurde die Schlüsselrolle von Seevögeln und Meeressäugern als Konsumenten mariner Ressourcen untersucht. Neue Erkenntnisse über das Nahrungsverhalten und die Tauchkapazitäten der untersuchten Arten erweiterten das Wissen über die Wanderungen von Pinguinen, Robben und Seevögeln.
1991 schrieb er die Beiträge über die Albatrosse und Sturmvögel in der Encyclopedia of Birds von Joseph Michael Forshaw.

## Mitgliedschaften und Aktivitäten
1990 wurde Croxall zum Mitglied des International Ornithological Committee gewählt. Von 1994 bis 1999 war er Präsident der British Ornithologists’ Union. 1998 war er Witherby Lecturer beim British Trust for Ornithology. Seit 1998 ist er Honorarprofessor an den Universitäten von Birmingham und Durham. Von 1998 bis 2003 war er Ratsvorsitzender der Royal Society for the Protection of Birds. Von 1998 bis 2006 war er ständiger Berater des International Ornithological Committee. Seit 2006 ist Croxall Vorsitzender des BirdLife International Marine Programme (ehemals Global Seabird Programme).

## Ehrungen
1984 erhielt Croxall die Scientific Medal der Zoological Society of London. 1992 wurde er mit der Polar Medal der britischen Regierung geehrt. 1995 erhielt er die President’s Medal der British Ecological Society. 1997 ehrte ihn die International Waterbird Society mit der Robert Cushman Murphy Prize and Medal. Im Jahr 2000 erhielt er den Marsh Award for Conservation der Zoological Society of London. Im Jahr 2004 wurde er mit dem Orden Commander of the British Empire geehrt. Im selben Jahr erhielt er die Godman-Salvin Medal der British Ornithologists’ Union sowie eine weitere Polar Medal und er wurde zum Ehrenmitglied der American Ornithologists’ Union gewählt. Im Jahr 2008 wurde er zum Mitglied der Royal Society (FRS) gewählt. Seit 2009 ist er Namensgeber für den Croxall Point der Insel Südgeorgien und seit 2018 des Croxall Point von Elephant Island.